# 新米刑事ヴァランダー
『新米刑事ヴァランダー』（原題: Young Wallander、ヤング・ヴァランダー）は、2020年に配信されたスウェーデンとイギリスのテレビドラマシリーズ。スウェーデンの人気シリーズ刑事ヴァランダーの若かりし頃を描く。原作・制作はベン・ハリス、出演はアダム・ポールソン、リチャード・ディレイン、リアン・ベストなど。2020年9月3日にNetflixオリジナル作品として全世界へ配信された。

## あらすじ
警察官からいきなり昇進した新米刑事クルト・ヴァランダー。移民に関連する残忍な事件に居合わせたヴァランダーは、国民感情を煽る大きな騒動へ巻き込まれていく。

## キャスト

### メイン
クルト・ヴァランダー
演 - アダム・ポールソン
ヘムベリ
演 - リチャード・ディレイン
ラスク
演 - リアン・ベスト
モナ
演 - エリス・チャペル
レザ
演 - ヤセン・アトゥール
Bash
演 - チャールズ・ムネネ
Karl-Axel Munck
演 - ジェイコブ・コリンズ＝レヴィ
グスタフ・ムンク
演 - アラン・エリス
Mariam
演 - キザ・デーン

## エピソード
| 通算 話数 | タイトル                  | 監督         | 脚本           | 公開日       |
| --------- | ------------------------- | ------------ | -------------- | ------------ |
| 1         | "エピソード1" "Episode 1" | Ole Endresen | Ben Harris     | 2020年9月3日 |
| 2         | "エピソード2" "Episode 2" | Ole Endresen | Ben Schiffer   | 2020年9月3日 |
| 3         | "エピソード3" "Episode 3" | Ole Endresen | Jessica Ruston | 2020年9月3日 |
| 4         | "エピソード4" "Episode 4" | Jens Jonsson | Anoo Bhagavan  | 2020年9月3日 |
| 5         | "エピソード5" "Episode 5" | Jens Jonsson | Ben Harris     | 2020年9月3日 |
| 6         | "エピソード6" "Episode 6" | Jens Jonsson | Ben Harris     | 2020年9月3日 |

## 製作
本作の撮影は2019年9月11日に始まった。スウェーデンのマルメを舞台にしているが、リトアニアのヴィリニュスとその周辺で撮影が行なわれた。